# Лево (коммуна)
Лево́ (фр. и окс. Leyvaux) — коммуна во Франции, находится в регионе Овернь. Департамент — Канталь. Входит в состав кантона Массьяк. Округ коммуны — Сен-Флур.
Код INSEE коммуны — 15105.
Коммуна расположена приблизительно в 400 км к югу от Парижа, в 55 км южнее Клермон-Феррана, в 70 км к северо-востоку от Орийака.

## Население
Население коммуны на 2008 год составляло 30 человек.
| 1962 | 1968 | 1975 | 1982 | 1990 | 1999 | 2008 |
| ---- | ---- | ---- | ---- | ---- | ---- | ---- |
| 92   | 98   | 73   | 57   | 50   | 36   | 30   |

## Экономика
В 2007 году среди 17 человек в трудоспособном возрасте (15—64 лет) 13 были экономически активными, 4 — неактивными (показатель активности — 76,5 %, в 1999 году было 90,9 %). Из 13 активных работали 13 человек (8 мужчин и 5 женщин), безработных не было. Среди 4 неактивных 1 человек был учеником или студентом, 3 — пенсионерами, 0 были неактивными по другим причинам.

## Достопримечательности
- Церковь Сен-Блез (XII век). Памятник истории с 1979 года[3]

## Фотогалерея
- Интерьер церкви Сен-Блез
- Карта коммуны